# A819 road
Die A819 road ist eine A-Straße in der schottischen Council Area Argyll and Bute. Sie stellt eine Querverbindung zwischen der in Ost-West-Richtung verlaufenden A85 von Oban nach Crianlarich und der nach Südosten bis auf die Halbinsel Kintyre führenden A83 her.

## Verlauf

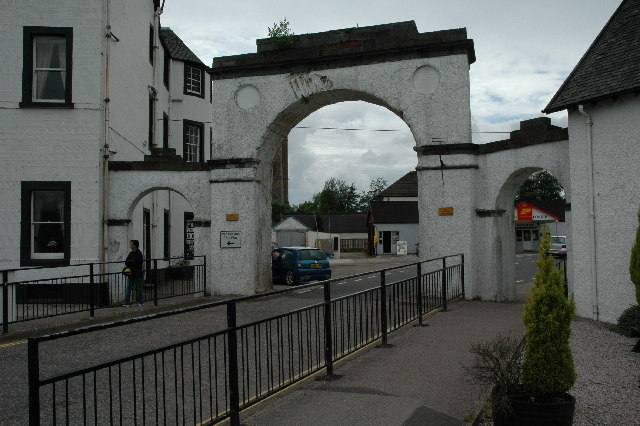
Der historische Torbogen über der A819 an ihrem Beginn in Inveraray

Die Straße beginnt in Inveraray, dem Sitz der Dukes of Argyll, wo sie von der A83 abzweigt und direkt am Abzweig den historischen, um 1790 nach Plänen von Robert Mylne errichteten Torbogen passiert. Sie führt stetig aufwärts durch das Glen Aray parallel zum River Aray in Richtung Norden. Dabei folgt sie weitgehend einer alten, um 1750 infolge der Jakobitenaufstände angelegten Militärstraße und passiert einzelne Streusiedlungen und Cottages. Kurz vor der kleinen Ansiedlung Cladich, die auf einer Umgehungsstraße umgangen wird, erreicht die A819 ihren höchsten Punkt. Von dort fällt sie stetig abwärts und folgt, in etwa in Richtung Nordosten, dem Ostufer von Loch Awe. Dieser Abschnitt entlang des Ufers wurde erst in den 1930er Jahren erbaut. Zuvor folgte die A819 der alten Militärstraße weiter östlich, die im Ortskern von Dalmally in die A85 einmündete. Kurz vor dem Ende überquert sie die Zweigstrecke der West Highland Line nach Oban. Bei der kleinen Ansiedlung Kinachreachan, etwa auf halber Strecke zwischen Dalmally und Lochawe mündet die A819 in die A85.